# Сноубординг
Сноубординг (енгл. snowboarding), или скијање на дасци, је зимски планински спорт који укључује спуштање низ падину покривену снегом на дасци која је привезана за ноге такмичара. Даска је просечно дугачка 155 cm, широка око 28 cm, и дебела око 1 cm. Стручно се назива сноуборд, лизгало, или даска за скијање, док најкоришћенији назив на планини је једноставно даска, с обзиром да се тамо на снег подразумева.
У основи даска је састављена од дрвета, најчешће од букве или тополе, а понекад и од брезовине. Дрвена основа је смештена између два или више слојева стаклопласта, чији избор омогућава постизање жељене крутости даске и отпора на увијање. Подлогу даске чини полиетилен, по правилу воском засићен у обради, што омогућава глатко клизање по снегу. Ивице даске чине метална љезива чија оштрина дозвољава кретање по леду као и хватање оштрих кривина.
Најочитије разлике између сноубординга и скијања су сљедеће: (1) Сноубордер стоји са обе ноге једној скији, док скијаш стоји на двије одвојене скије. (2) Сноубордер не носи палице, док их скијаш има. (3) Сноубордеру су оба кука колинеарни са путањом кретања, док скијашу не. (4) Сноубордер носи посебно скројену одећу за сноубординг врећастог облика, док скијаш носи тешњу скијашку одећу.
Сноубординг, као зимска разонода на снегу, настала је 1960-их година у Сједињеним Америчким Државама. Временом је постао популаран широм света, а представљен је као зимски олимпијски спорт у Нагану 1998. и представљен на Зимским параолимпијским играма у Сочију 2014. године. Према подацима из 2015, његова популарност (мерена продајом опреме) у Сједињеним Државама достигла је врхунац 2007. године и од тада је у паду.
Позната такмичења у сноубордингу поред Олимпијских игара су Ер & стајл, Екс-трејл джем, Бертон глобал опен, Шејкдоун и Екс гејмс. Најпрослављенији скијаш на дасци је американац Шон Вајт, вишеструки олимпијски победник, познат по надимку летећи парадајз (енгл. flying tomato).

## Историја
Први сноубордови су развијени 1965. године када је Шерман Попен, инжењер у Маскигону у Мичигену, изумео играчку за своје ћерке тако што је спојио две скије и причврстио конопац на један крај како би имао контролу док су стајале на дасци и клизиле низбрдо. Названа „снарфер” (комбинација снега и сурфера) од стране његове супруге Ненси, играчка се показала толико популарном међу пријатељима његових ћерки да је Попен лиценцирао идеју произвођачу, Брансвик корпорацији, која је продала око милион снарфера у наредној деценији. Само 1966. године продато је преко пола милиона снарфера.
Пионири модерног сноуборда су Том Симс и Џејк Бартон Карпентер, који су допринели значајним иновацијама и покренули утицајне компаније. У фебруару 1968. Попен је организовао прво такмичење у сноубордингу на скијалишту у Мичигену које је привукло ентузијасте из целих САД. Један од тих раних пионира био је Том Симс, посвећеник скејтборду (спорт рођен 1950-их када су деца причврстила точкове за ролере на мале даске којима су управљали померајући своју тежину). Шездесетих година прошлог века, као ученик осмог разреда у Хадонфилду у Њу Џерсију, Симс је направио сноуборд у својој школској радњи тако што је залепио тепих на врх комада дрвета и причврстио алуминијумску плочу на дно. Он је производио комерцијалне сноубордове средином 70-их. Други су експериментисали са конфигурацијама даска на снегу у то време, укључујући велшке ентузијасте скејтборда Џона Робертса и Пита Метјуза, који су развили сопствене сноуборде за употребу на својој локалној сувој ски стази.
Такође током истог периода, 1977. године, Џејк Бартон Карпентер, родом из Вермонта који је уживао у снарфингу од своје 14. године, импресионирао је публику на такмичењу у Мичигену везовима које је дизајнирао да причврсти ноге за даску. Исте године је основао Бартон Сноубордс у Лондондерију, Вермонт. „Сноубордови“ су били направљени од дрвених плоча које су биле савитљиве и имале су замке за ноге са скија на води. Веома мали број људи је изабрао сноуборд јер се сматрало да је цена даске од 38 долара превисока и није била дозвољена на многим скијашким брдима, али је временом Бартон постала највећа сноубординг компанија у бизнису. Бартонови рани дизајни за даске са везовима постали су доминантна карактеристика у сноуборду.
Прва такмичења која су понудила новчану награду била су Национално првенство у снарфингу, одржано у државном парку Маскигон у Muskegon, MichiganМаскигону, Мичиген. Године 1979, Џејк Бартон Карпентер је дошао из Вермонта да се такмичи са сноубордом сопственог дизајна. Било је протеста због уласка Џејка са таблом која није снарф. Пол Грејвс, и други, заговарали су да се Џејку дозволи да се трка. Модификована „Отворена” дивизија је створена и победио је Џејк као једини учесник. Та трка се сматрала првим такмичењем за сноуборд и представља почетак онога што је постало такмичарски сноубординг. Кен Кампенга, Џон Асмусен и Џим Трим пласирали су се на прво, друго и треће место у стандардном такмичењу са најбоља два комбинована времена 24.71, 25.02 и 25.41; а Џејк Карпентер је освојио новчану награду као једини који је ушао у „отворену“ дивизију са временом 26.35. Године 1980, догађај се преселио у Пандо парк зимских спортова у близини Гранд Рапидса у Мичигену због недостатка снега те године на првобитном месту одржавања.
Почетком 1980-их, Алексеј Остатнигрош и Алексеј Мелников, два снарфера из Совјетског Савеза, патентирали су измене дизајна снарфера како би се омогућило скакање причвршћивањем банџи ужета, везивања једног стопала на реп снарфера и дизајна везица од две стопе ради побољшања контроле.
Како је сноуборд постао популарнији 1970-их и 1980-их, пионири као што су Димитрије Милович (оснивач Винтерстика из Солт Лејк Ситија, УТ), Џејк Бартон Карпентер (оснивач Бартон Сноубоарда из Лондондеррија, Вермонт), Том Симс (оснивач Симс Сноубордса), Давид Кемпер (оснивач Кемпер Сноубордс) и Мајк Олсон (оснивач Гну Сноубордса) су смислили нове дизајнове за даске и механизме који су се полако развили у сноуборде и другу сродну опрему. Од ових развоја, савремена опрема за сноуборд обично се састоји од сноуборда са специјализованим везовима и чизама.
У априлу 1981. такмичење у сноуборду „Краљ планине“ одржано је у Ски Куперу у Колораду. Том Симс је био присутан заједно са низом других сноубордера тог времена. Један учесник се појавио на домаћем сноуборду са дном од формика за који се испоставило да не клизи тако добро по снегу.
Године 1982, одржана је прва национална трка за сноуборд у САД у близини Вудстока, Вермонт, на Суисајд Сикс. У трци, коју је организовао Грејвс, победио је Бартонов први тимски клизач Даг Баутон.
Године 1983, одржано је прво светско првенство у полуцеви у Сода Спрингсу у Калифорнији. Том Симс, оснивач Симс Сноубордса, организовао је догађај уз помоћ Мајка Чантрија, инструктора сноуборда у Сода Спрингсу.
Године 1985, одржан је први Светски куп у Цирсу, Аустрија, чиме се додатно учврстило признање сноуборда као званичног међународног такмичарског спорта.
Године 1990, основана је Међународна федерација за сноуборд (ISF) да обезбеди универзална правила такмичења. Поред тога, Удружење за сноуборд Сједињених Америчких Држава (USASA) пружа упутства и води сноуборд такмичења у САД данас, емитују се догађаји високог профила као што су Winter X Games, Air & Style, УС Опен, Олимпијске игре и други догађаји широм света. Многа алпска одмаралишта имају теренске паркове.
На Зимским олимпијским играма 1998. у Нагану, Јапан, сноубординг је постао званични олимпијски догађај. Францускиња Карин Руби је била прва која је освојила златну олимпијску медаљу у женском сноуборду на Олимпијским играма 1998. године, док је Канађанин Рос Рибаљати био први који је освојио златну олимпијску медаљу у мушком сноуборду.
У почетку су скијалишта усвојила овај спорт много споријим темпом од јавности зимских спортова. Заиста, много година је постојао анимозитет између скијаша и сноубордера, што је довело до сталне свађе између скијаша и сноубордера. Званичници парка забранили су ране сноубордове са стаза. Неколико година сноубордери би морали да полажу малу процену вештина пре него што им буде дозвољено да се возе жичаром. Сматрало се да ће невешти сноубордер обрисати снег са планине. Године 1985, само седам одсто скијашких подручја у САД дозвољавало је сноубординг, са сличним уделом у Европи. Како су се опрема и вештине побољшавале, сноуборд је постепено постајао све прихваћенији. Године 1990, већина великих скијашких подручја имала је одвојене стазе за сноубордере. Сада, отприлике 97% свих скијашких подручја у Северној Америци и Европи дозвољава сноубординг, а више од половине има скакаонице, шине и полуцеви.
Године 2004, сноубординг је имао 6,6 милиона активних учесника. Портпарол индустрије рекао је да су „дванаестогодишњаци бољи од одраслих“. У истом чланку се наводи да већина сноубордера има 18-24 године и да жене чине 25% учесника.
Било је 8,2 милиона сноубордера у САД и Канади у сезони 2009–2010. Забележен је пораст од 10% у односу на претходну сезону, што чини више од 30% свих учесника у снежним спортовима.
Дана 2. маја 2012. године, Међународни параолимпијски комитет је објавио да ће адаптивни сноубординг (назван „пара-сноубординг“) дебитовати као такмичење за мушку и женску медаљу на Зимским Параолимпијским играма 2014. које се одржавају у Сочију, Русија.